# Baswantpur, Shahpur
Baswantpur là một làng thuộc tehsil Shahpur, huyện Gulbarga, bang Karnataka, Ấn Độ.